# Дманиси (исторический памятник)
Город Дманиси (груз. დმანისის ნაქალაქარი) — исторический и археологический памятник в Грузии, расположенный к северу от деревни Патара-Дманиси, относящейся к Дманисскому муниципалитету (южный мхаре Квемо-Картли) и лежащей в 85 км к юго-западу от Тбилиси.
Расположенный на мысу, в месте слияния рек Машавера и Пинезаури, он представляет собой музей под открытым небом, включающий раннесредневековый собор Дманисский Сиони и руины одного из самых важных городов и торговых центров средневековой Грузии, с укреплениями, церквями, мусульманскими и христианскими кладбищами, банями и мастерскими. Палеоархеологический памятник в Дманиси, обнаруженный под средневековыми слоями, содержал окаменелости гоминин вида Homo georgicus возрастом 1,85 млн л. н., являющиеся одними из самых ранних бесспорных доказательств присутствия рода люди за пределами Африканского континента.

## История

### Ранняя история и мусульманское правление
Дманиси был одним из самых больших и богатых городов в средневековой Грузии. Топоним «Дманиси» по мнению грузинского учёного XVIII века и князя Вахушти Багратиони произошёл от древнегрузинского слова «даба», переводимого как деревушка.
Город Дманиси возник из небольшого поселения вокруг епископского престола, обладавшего юрисдикцией над долинами Дманисхеви (Машавера) и Кции и уже известного в IV веке как одна из шести епархий Картли, до крупного торгового города в IX—X веке, когда область находилась под арабским правлением. Согласно средневековым грузинским хроникам, халифский полководец Буга аль-Кабир во время своего похода в Картли в 853 году поселил в Дманиси 100 аланских семей из Дарьяловского ущелья. В 989 году Дманиси был захвачен армянским царем Давидом I Безземельным, но затем город, по-видимому, вновь оказался под мусульманской властью. Грузинские хроники упоминают некоего Ситлараби, по-видимому, искажённое имя Саида аль-Араба, мусульманина из Дманиси, который был поставлен грузинским царем Багратом IV в качестве своего вассального эмира в Тифлисе в 1068 году. Известно, что безымянный «эмир Дманиси» поддержал сельджукского полководца Сау-тегина Сарханга аль-Хасса («Саранг Алхази» в грузинских источников) в его конфликте с царём Грузии Георгием II в 1073 году.

### Грузинское царство

Дманисский Сиони.

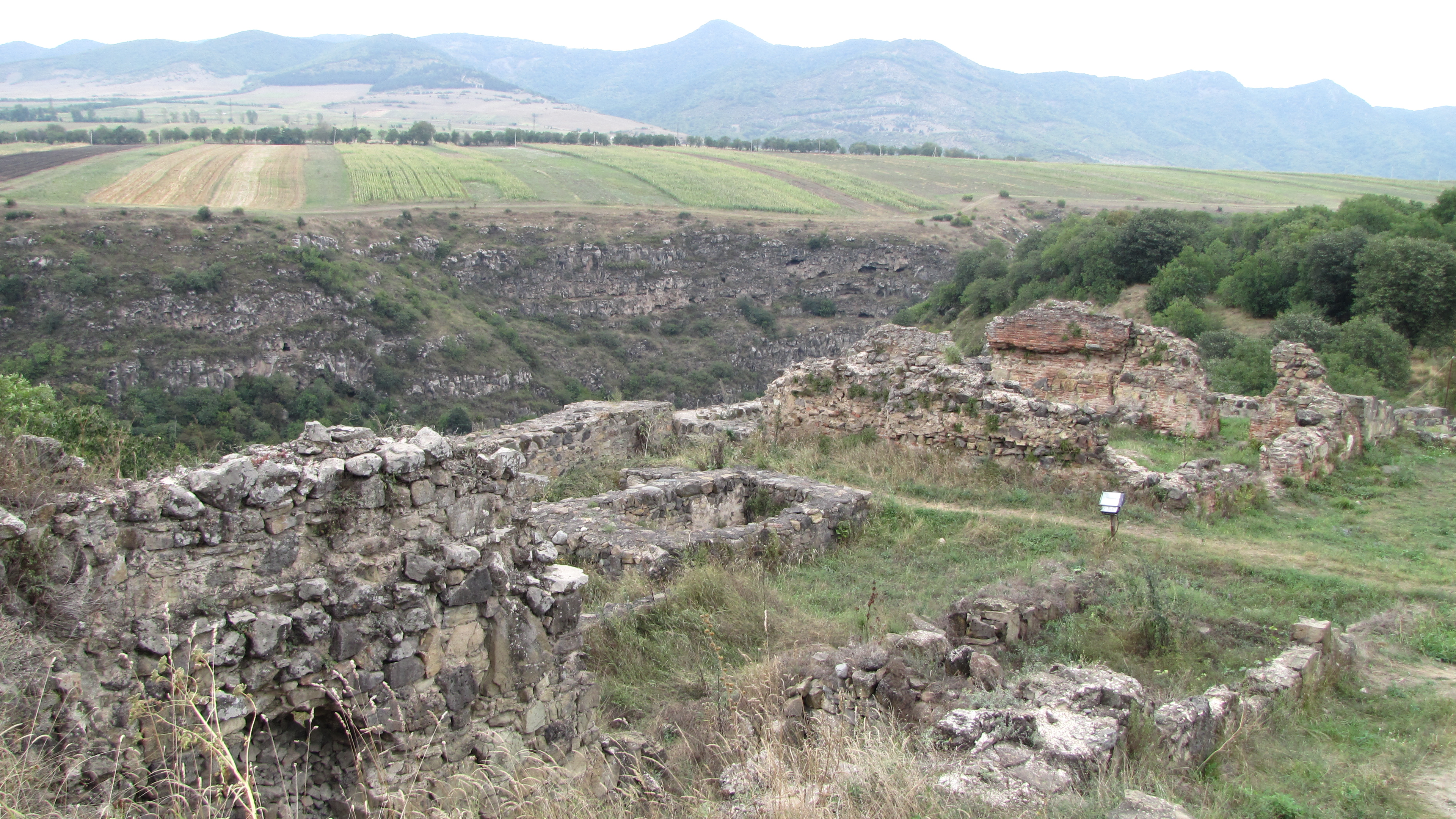
Руины городских стен.

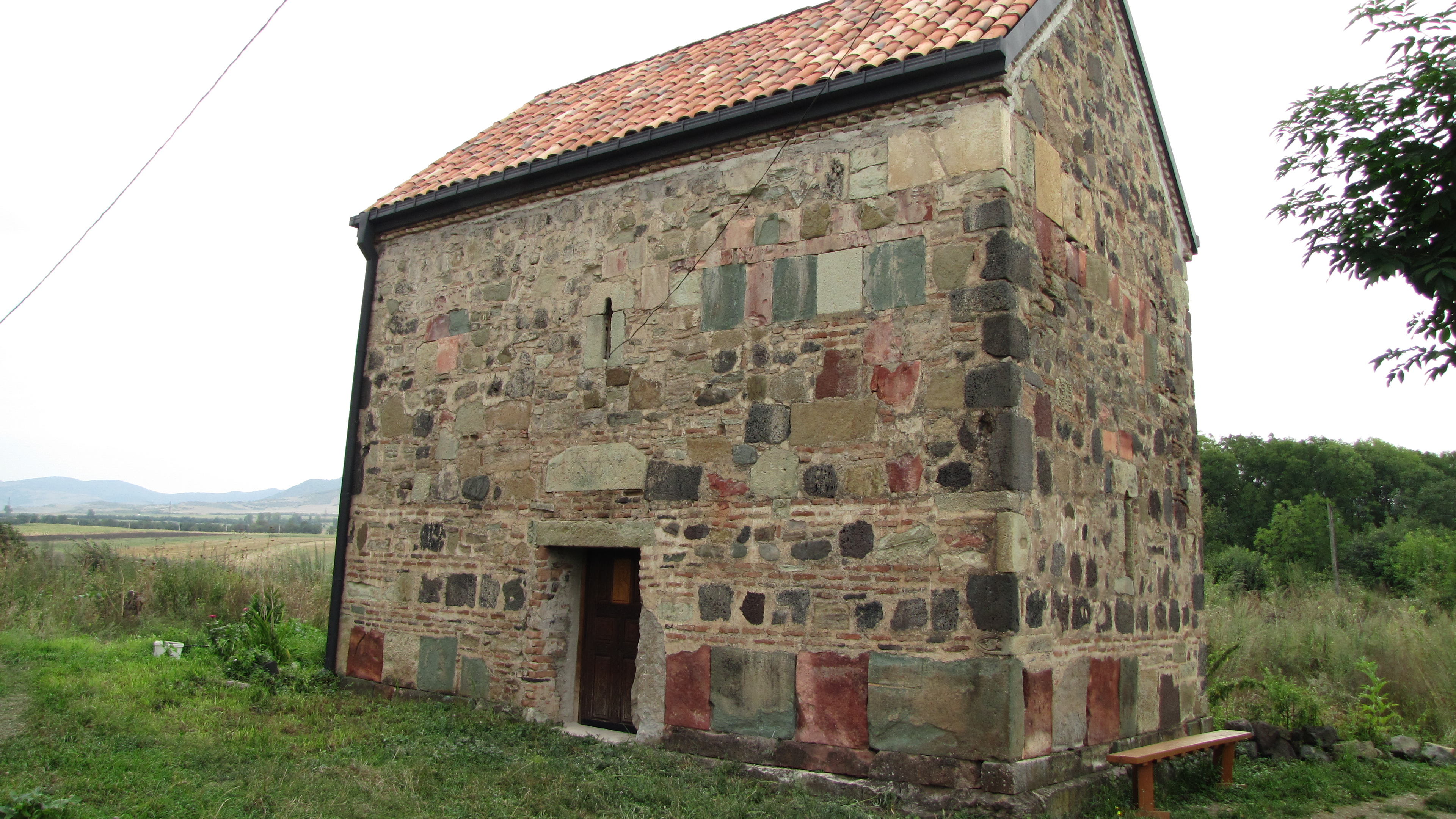
Церковь святой Марины.

Осознавая угрозу от возрождающейся грузинской монархии мусульманская олигархия Дманиси присоединилась к обращению Гянджи и Тифлиса к сельджукскому султану Махмуду II помешать посягательству Давида IV на Грузию в 1121 году. Давид IV захватил Дманиси в марте 1123 года, но его сыну Деметре I пришлось отвоёвывать город в 1125 году. При Грузинском царстве Дманиси продолжал процветать, в том числе его ремёсла и торговля. По данным Якута аль-Хамави город экспортировал шёлк. Яркая экономическая история Дманиси подтверждается более чем 800 монетами, в основном иностранными, найденными в этом районе, а также археологическими артефактами, такими как импортированный иранский фаянс и китайский селадон, а также местная керамика, стеклянная посуда и ювелирные изделия.
Население средневекового Дманиси было неоднородным. Мусульмане составляли заметное большинство в городе, о чём свидетельствует большое кладбище с арабскими надписями XIII—XIV века, которое численно превосходит сохранившиеся христианские (грузинские и армянские) надгробия. Некоторые мусульмане покинули Дманиси после его захвата Грузией: шейх по имени Садр ад-Дин Хамид б. Али ад-Даманиси (умер в 1245 году) управлял медресе в Дамаске. Положение местного эмира теперь было сведено к положению назначенного царского чиновника: каменная надпись начала XIII века на грузинском языке из небольшой разрушенной часовни в Дманиси упоминает современного Георгу IV Лаше эмира Иова, сына Михрика, который воздвиг «крест-камень» в честь святого Димитрия.
Когда Грузия стала вассалом Монгольской империи, Дманиси был выбран в качестве места чеканки монет: медные монеты Давида VI Нарина, царя Грузии, были отчеканены в 1245 году. В 1270-х годах Деметре II Самопожертвователь, царь Грузии, был вынужден передать Дманиси и прилегающий район своему могущественному министру Садуну, который пользовался доверием монголов. Царь Давид VIII, будучи в хороших отношениях с монгольским ханом Байду, смог вернуть Дманиси под свой контроль в 1293 году, но уступил его своему сопернику, брату Вахтангу III, который был похоронен в Дманиси после своей смерти в 1308 году. Затем город перешёл во владение старшего сына Вахтанга, Деметре.

### Упадок
Вторжения Тамерлана в Грузию в 1386—1403 годах положили конец процветанию Дманиси. В 1486 году город был опустошён в результате нападения Якуба ибн Узун-Хасана, правителя Ак-Коюнлу. После окончательного распада Грузинского царства в 1490-х годах он вошёл в состав Картлийского царства. Затем Дманиси был пожалован княжескому роду Бараташвили, разделившегося потом на две ветви, которые и разделили весь город и его владения между собой в 1536 году. Дманиси был взят и укреплён османскими войсками в 1578 году, но отвоёван обратно картлийским царём Симоном I в 1583 году. Впоследствии Дманиси служил всего лишь военным форпостом, принадлежавшим Бараташвили. Незначительное возрождение экономической и церковной жизни в Дманиси, тогда также известном как Дбаниси, в начале XVIII века оказалось недолгим. Упадок Дманиси в результате очередной войны и политической анархии сопровождался упразднением его епископского престола в середине XVIII века. Дманиси и окружающая местность в значительной степени обезлюдели, пока новые сельские поселения не начали появляться вокруг бывшего города уже во время установления владычества Российской империи над Грузией в начале XIX века. Одно из них, Башкичети, было переименовано в честь исторического города в 1947 году.

## Исследования

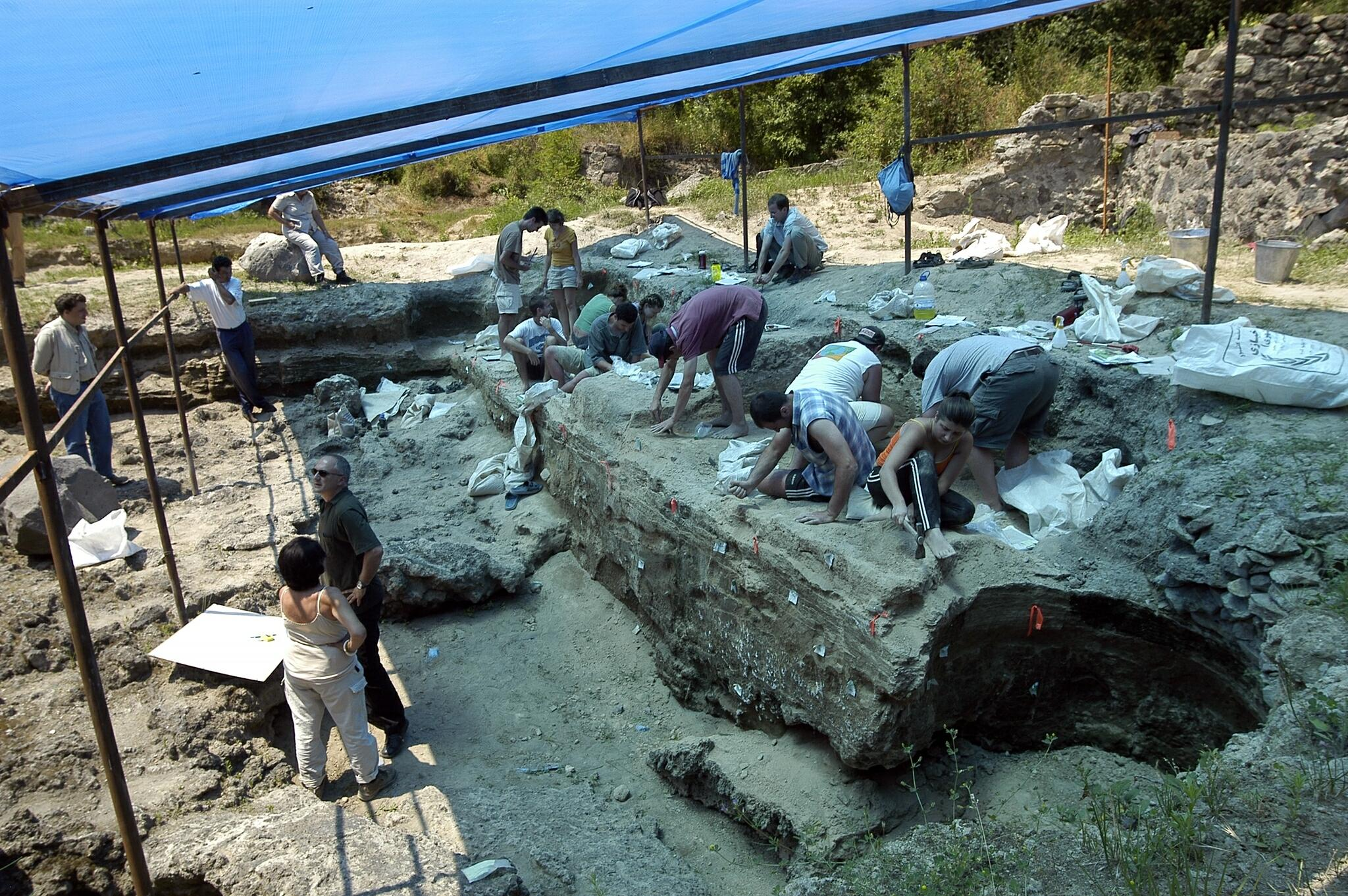
Археологические раскопки в 2007 году.

В 1853 году руины в Дманиси впервые посетили и кратко описали военный и археолог Иван Бартоломей и князь Дмитрий Орбелиани. Некоторые из грузинских надписей, скопированных ими, были опубликованы французским исследователем Мари-Фелисите Броссе в 1854 году. Археолог Эквтиме Такаишвили курировал некоторые раскопки в Дманисском некрополе и переиздал грузинские надписи в 1894 году.
Археологическое исследование руин Дманиси началось в 1936 году, но систематические раскопки не проводились до 1980-х годов. В ходе них стало очевидно, что средневековые ямы или погреба были вырыты в песке и золе, содержащих кости доисторических животных и каменные орудия труда. В 1991 году была обнаружена человеческая челюсть и зубы, имеющие анатомическое сходство с человеком прямоходящим, за которыми последовало сенсационное открытие серии черепов с 1991 по 2005 год. Датированные приблизительно 1,85-1,75 миллионом лет до нашей эры, эти находки сделали Дманиси одним из самых древних мест обитания человека во всей Евразии. В 2007 году археологический памятник гоминидов Дманиси был включён в предварительный список Всемирного наследия ЮНЕСКО в Грузии.

## Комплекс

Медная монета грузинского царя Давида VI Нарина, отчеканенная в Дманиси в 1245 году.

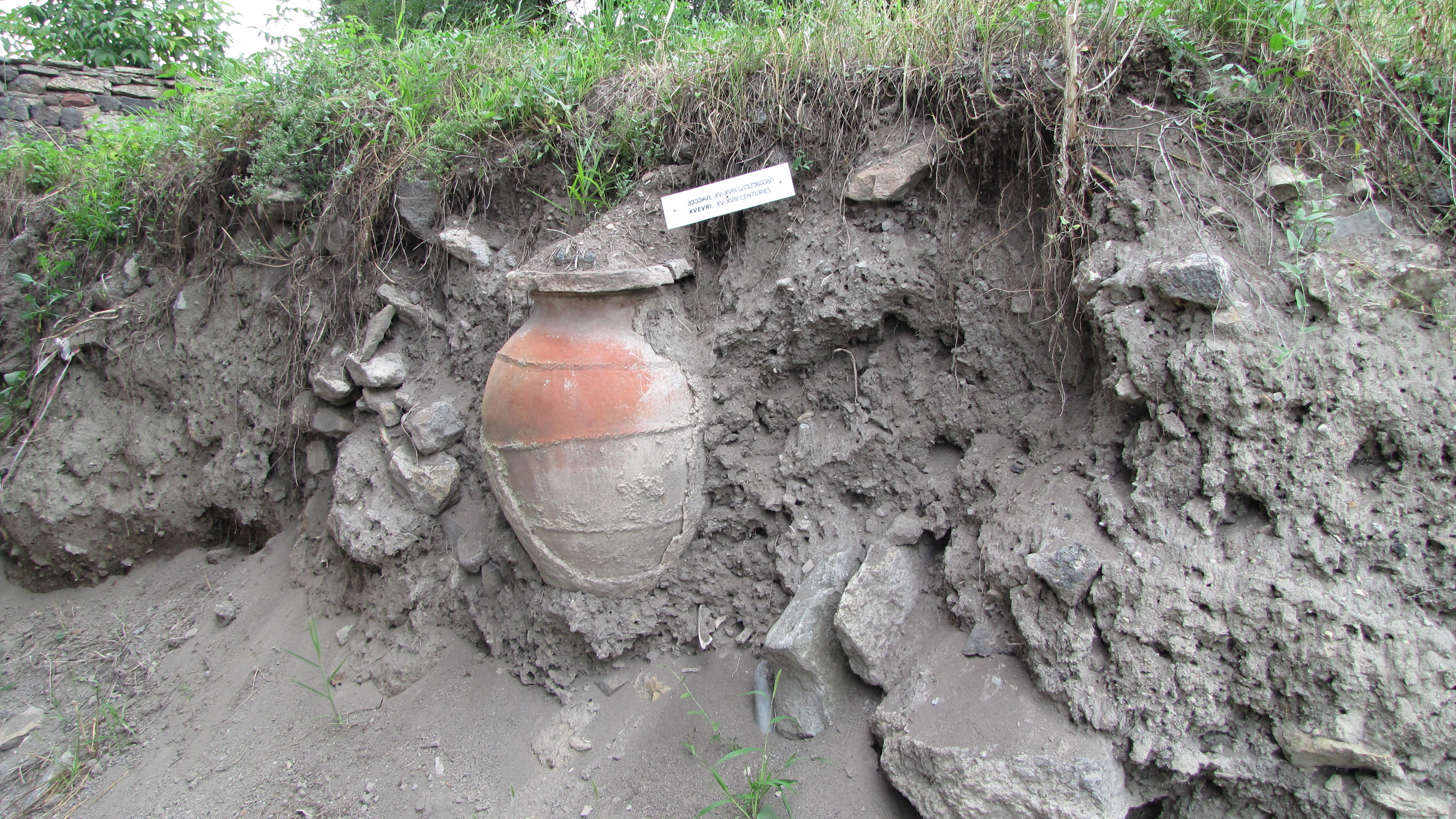
Винный кувшин, квеври, погребённый где-то между XV и XVIII веками.

Исторический памятник Дманиси состоит из двух основных частей, включающих остатки поселения, его укрепления, церкви, кладбища и другие сооружения. Одна часть — собственно город, занимающий площадь в 13 гектаров на мысу у слияния рек Машавера и Пинезаури, а другая — прилегающий к нему пригород, занимающий площадь в 12 гектаров вдоль реки Пинезаури.

### Город
Город был защищён базальтовой стеной, образующей большой вал и укреплённой контрфорсами, на востоке и долиной реки Машавера на севере и северо-западе, уходящей там на глубину 90 метров. Южную часть мыса занимала цитадель площадью около 3250 м². Она была расположена внутри городской стены, отделённой от города специальным валом, который имел только одни ворота. В цитадели располагались дворец, баня и другие сооружения. С западной стороны к реке Машавера вёл тайный туннель длиной 200 м, в целом сохранившийся до наших дней.
Дорога с юга вела к городским воротам. Её продолжение и улицы в пределах города имели ширину около 2,5 метров и были вымощены большими каменными плитами и окаймлены низкой каменной стеной. Дома в Дманиси были сложены из неправильных рядов из базальтовых камней, с кирпичными каминами и нишами. Их внутренние стены были оштукатурены, а в зажиточных домах покрыты зелёной керамической плиткой. В разрушенном центре города, чуть ниже цитадели, стоит кафедральный собор Дманисский Сиони, раннесредневековая базилика с трёхъярусным нефом и апсидой, а также богато украшенным притвором, добавленным в начале XIII века. К северу от него находится небольшая однонефная церковь святой Марины, перестроенная в 1702 году, о чём свидетельствует грузинская надпись над её южным порталом. Дальше к северо-востоку находятся развалины двух других небольших церквей, которые содержат камни с армянскими надписями.

### Пригород
Пригород располагался к югу от центра города. В нём находилось обширное кладбище XII—XIV веков, почти такое же большое, как и сам город, состоящее из христианских (грузинских и армянских) и более крупных мусульманских секций. На христианском кладбище сохранились руины небольшой однонефной церкви. Вдоль правого берега Пинезаури находятся развалины трёх бань.

### Музей
Дманисский памятник служит музеем под открытым небом, управляемым как часть Грузинского национального музея, как Историко-архитектурный музей-заповедник Дманиси. Музей также включает выставочный зал, в котором представлено более 2300 экспонатов. Музей Дманиси работает сезонно: с мая по октябрь. Собор Дманисский Сиони и другие сооружения этого памятника были включены в список недвижимых памятников культуры национального значения Грузии в 2007 году.